# Skelton-Firnfeld
Das Skelton-Firnfeld (englisch Skelton Névé) ist ein ausgedehntes Firnfeld des Skelton-Gletschers im ostantarktischen Viktorialand. Westlich der Royal Society Range hat das runde Firnfeld einen Durchmesser von etwa 60 km und erstreckt sich über eine Fläche von fast 2100 km2.
Erkundet wurde es von der neuseeländischen Mannschaft der Commonwealth Trans-Antarctic Expedition (1955–1958), die es in Anlehnung an die Benennung des gleichnamigen Gletschers benannten. Namensgeber ist Reginald Skelton (1872–1956), leitender Ingenieur bei der britischen Discovery-Expedition (1901–1904).